# Lycianthes lycioides
Lycianthes lycioides là loài thực vật có hoa trong họ Cà. Loài này được (L.) Hassl. mô tả khoa học đầu tiên năm 1917.